# Svizzera al Junior Eurovision Song Contest
La Svizzera ha partecipato al Junior Eurovision Song Contest una sola volta nel 2004, svoltasi nella città di Lillehammer, in Norvegia. Si ritira nel 2005 a causa di problemi finanziari.

## Storia
La Svizzera ha partecipato una sola volta al Junior Eurovision Song Contest. È avvenuto nel 2004 a Lillehammer, in Norvegia. La canzone era stata Birichino, cantata in italiano (la prima canzone interamente in questa lingua presentata al Junior Eurovision Song Contest, nonché l'unica canzone presentata negli anni 2000 in questa lingua) da Demis Mirarchi, che si classificò terzultima (16ª), ottenendo solo 4 punti da Malta.
A partire dal 2005 la Svizzera ha interrotto le sue partecipazioni per problemi finanziari.

## Partecipazioni
- Primo posto
- Secondo posto
- Terzo posto
- Ultimo posto

| Anno                                    | Artista        | Lingua   | Canzone   | Posizione | Posizione |
| Anno                                    | Artista        | Lingua   | Canzone   | Finale    | Punti     |
| --------------------------------------- | -------------- | -------- | --------- | --------- | --------- |
| 2004                                    | Demis Mirarchi | Italiano | Birichino | 16º       | 4         |
| Nessuna partecipazione dal 2005 al 2025 |                |          |           |           |           |

## Storia delle votazioni
Al 2004, le votazioni della Svizzera sono state le seguenti: 
Punti dati
| Posizione | Stato       | Punti |
| --------- | ----------- | ----- |
| 1         | Spagna      | 12    |
| 2         | Romania     | 10    |
| 3         | Croazia     | 8     |
| 4         | Regno Unito | 7     |
| 5         | Francia     | 6     |

Punti ricevuti
| Posizione | Stato | Punti |
| --------- | ----- | ----- |
| 1         | Malta | 4     |